# Serge Hazanavicius

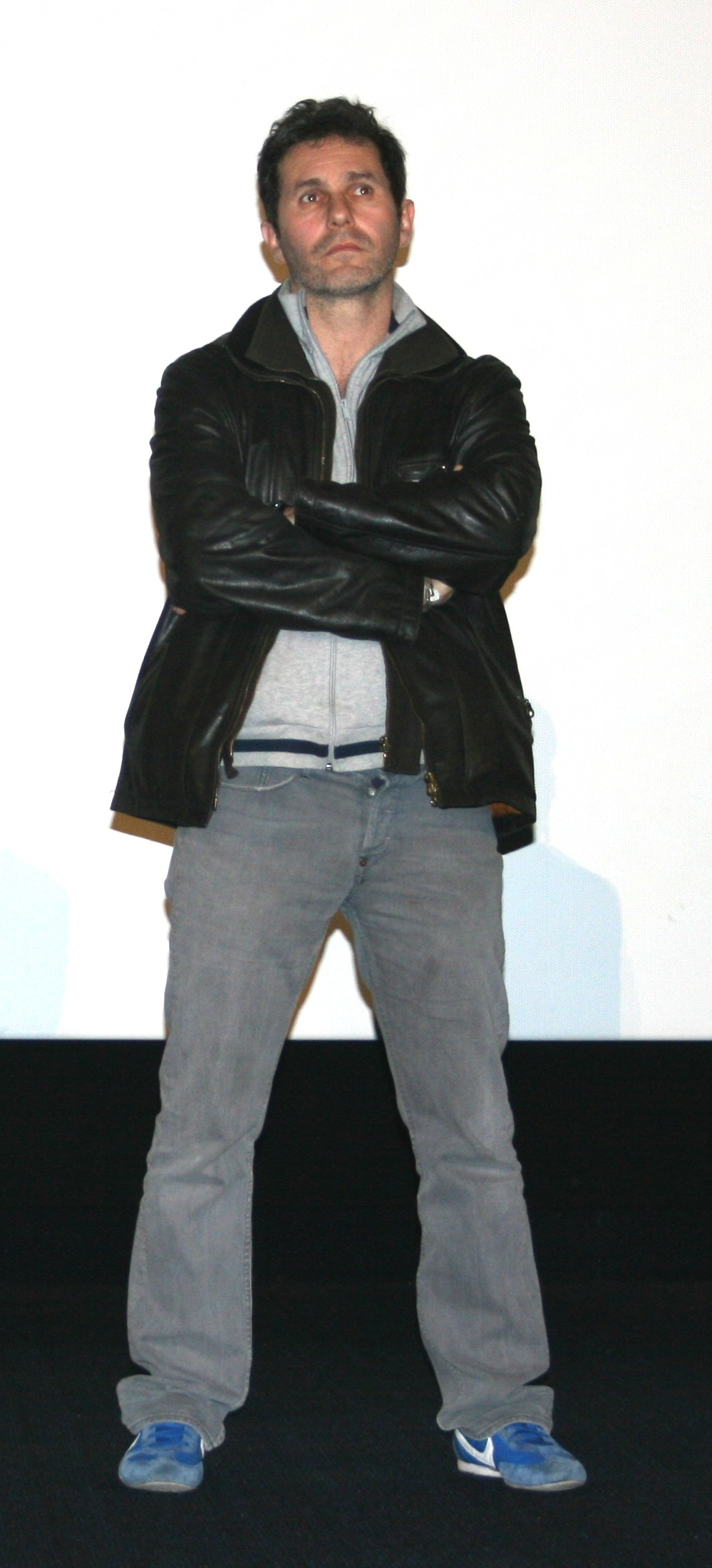
Serge Hazanavicius (2008)

Serge Hazanavicius (* 11. September 1963 in Paris, Frankreich) ist ein französischer Schauspieler. Er ist der ältere Bruder des Oscarpreisträgers Michel Hazanavicius.

## Leben
Serge Hazanavicius wurde in eine jüdische Familie polnisch-litauischer Herkunft hineingeboren. Seine Eltern überlebten als Kinder den Zweiten Weltkrieg in Frankreich, indem sie untertauchten. Gemeinsam mit seinem jüngeren Bruder Michel (* 1967) wuchs Hazanavicius in seiner Heimatstadt Paris auf. Obwohl sein Onkel von Beruf Toningenieur ist, stammte er aus einer Familie, die kaum mit dem Filmgeschäft in Berührung kam. Er studierte an der École supérieure d'art dramatique de Paris Schauspiel, unter anderem bei Yves Pignot. Anschließend spielte er Theater und debütierte erst 1993 in dem von Laurence Ferreira Barbosa inszenierten Drama Verrückt – Nach Liebe an der Seite von Valeria Bruni Tedeschi, Melvil Poupaud und Sandrine Kiberlain auf der Leinwand.

## Filmografie (Auswahl)
- 1993: Verrückt – Nach Liebe (Les gens normaux n’ont rien d’exceptionnel)
- 1995: Das Glück liegt in der Wiese (Le bonheur est dans le pré)
- 1997: Mein Hund, der Fußballstar (Didier)
- 2001: Wochenende! (15 août)
- 2005: Gefährdeter Bezirk (Le crime des renards)
- 2008: So viele Jahre liebe ich dich (Il y a longtemps que je t’aime)
- 2009: OSS 117 – Er selbst ist sich genug (OSS 117: Rio ne répond plus)
- 2009: Staatsfeinde – Mord auf höchster Ebene (Une affaire d’état)
- 2010: Mord im Orient-Express (Murder on the Orient Express)
- 2011: On the Run (La proie)
- 2011: Der Kuss des Schmetterlings (Un baiser papillon)
- 2012: Der Preis des Todes (Assassinée)
- 2013: New Tricks – Die Krimispezialisten (New Tricks, Fernsehserie, 2 Folgen)
- 2014: Monuments Men – Ungewöhnliche Helden (The Monuments Men)
- 2014: United Passions
- 2016: Tokyo Trial (Miniserie)